# Lookbook.nu
LOOKBOOK.nu – bezpłatny serwis społecznościowy związany z modą, oraz fotografią. Został założony przez Yurija Lee w San Francisco w 2008 roku. Inspiracją dla stworzenia tej witryny była moda uliczna, blogi takie jak The Sartorialis oraz The Cobrasnake. Domyślnym językiem portalu jest angielski i każdy ma możliwość zarejestrowania się.

## Lookbook
Portal skupia ludzi w wieku od 15 do 25 lat, 75 procent to kobiety. Około połowa wszystkich użytkowników pochodzi USA. Silnie reprezentowane na LOOKBOOKu państwa to również Polska, Argentyna, Francja, Australia. Strona odnotowuje znaczący przyrost nowych użytkowników (ponad 50 tys. członków oraz więcej niż 1 milion odsłon najmodniejszych stylizacji w ciągu miesiąca). Popularność i sukces tego portalu był omawiany w najważniejszych mediach związanych z modą między innymi: Elle Belgium, Status Magazine, London Evening Standard oraz w wielu innych.

## Funkcje
Portal zrzesza ludzi zainteresowanych modą. Podział stylizacji dzieli się na: marki, państwa pochodzenia właścicieli profilu oraz rodzaje części garderoby występujące w danym looku. Na stronie istnieje możliwość głosowania na subiektywnie najlepsze stylizacje, profile i dodawać je do ulubionych. Stylizacje są wyświetlane na wiele różnych sposobów. Domyślny podgląd w portalu następuje poprzez zakładkę „HOT”, ukazującą te zdjęcia, które zdobyły największą liczbę punktów HYPE. Druga zakładka „NEW – nowości ukazuje wszystkie stylizacje przesłane do strony internetowej. Owa zakładka oferuje funkcję znaną jako „Filtr Karma”, dzięki której użytkownicy z dużą liczbą punktów są w najbardziej widocznym miejscu tablicy. Zakładka „TOP” posiada funkcję wyświetlania najpopularniejszych stylizacji umieszczonych w portalu oraz sortowanie ich według dni/tygodni/miesięcy/lat przez użytkowników. Zakładka „STATS” daje możliwość ujrzenia listy użytkowników z największą liczbą głosów „KARMA”. Użytkownicy zarejestrowani na LOOKBOOK.nu, Facebooku oraz Twitterze mają możliwość przyznawania punktów oraz komentowania stylizacji umieszczonych przez użytkowników LOOKBOOK.nu. Przyznawanie punktów Hype jest operacją anonimową w celu zachęcenia wszystkich do głosowania. Witryna oferuje więcej możliwości zalogowanym użytkownikom. Tacy użytkownicy poza jawnym oddawaniem głosów oraz zostawianiem komentarzy mogą przydzielać znak „LOVE” (oznaczony jako <3) stylizacjom, które szczególnie przypadły im do gustu, udostępniać archiwum lubianych stylizacji oraz zostać fanem wybranego blogera (otrzymuje powiadomienie o każdej jego aktywności na LOOKBOOKu). Portal oferuje również forum, na którym można publikować posty z tematami i dyskutować nad nimi.

## Sukcesy Polaków na LOOKBOOK.nu
Obecnie na liście 25 najpopularniejszych blogerów lookbooka, od początku jego istnienia znajdują się dwie Polki. Julia Juliett Kuczyńska (6 miejsce, ponad 681 tysięcy fanów) oraz 2 najlepsza stylizacja w portalu oraz Kasia Gorol (17 miejsce, 442 tysiące fanów). Polskie stylizacje wzbudzają duże zainteresowanie oraz cieszą się popularnością.